# النقم (الجميمة)

تعديل مصدري - تعديل

النقم هي إحدى قرى عزلة ظهاى بمديرية الجميمة التابعة لمحافظة حجة، بلغ تعداد سكانها 306 نسمة حسب تعداد اليمن لعام 2004.